# 山江村
山江村（日语：／ Yamae mura */?）是位于日本熊本縣南部的一個村，屬球磨郡。於1889年4月1日實施町村制時由山田村與萬江村合併而成。

## 交通

### 道路
高速道路
- 九州自動車道：山江服務區

## 外部連結
- （日語） 山江村商工會 （页面存档备份，存于）